# Homalota funesta
Homalota funesta är en skalbaggsart som beskrevs av Thomas Casey 1911. Homalota funesta ingår i släktet Homalota och familjen kortvingar. Inga underarter finns listade i Catalogue of Life.